# 陸軍技術本部
陸軍技術本部（りくぐんぎじゅつほんぶ）は、陸軍兵器及び兵器材料の審査、制式統一、検査を行い、また陸軍技術の調査研究、試験を実施し、その改良進歩を図る日本陸軍の機関。第一次世界大戦における兵器技術の進歩に対応するため、陸軍技術審査部を発展させたものである。この項では、陸軍砲兵会議から技術本部に至る前史も扱うものとする。

## 前史

### 砲兵会議
陸軍卿の諮詢を受け兵器技術、砲兵用設備に関して会議研究する機関で、1876年4月26日、「砲兵会議概則」（陸軍省達第71号達）により設置された。議長は少将である陸軍省第3局長（砲兵局長）が兼務した。当初は砲兵教育のための操典、教範などの編纂に係わる必要から、1887年5月、監軍部（後の教育総監部）に属することになったが、1891年6月に再び陸軍大臣に属することとなる。1898年7月19日、東京市小石川東京砲兵工廠構内の新築庁舎に移転した。

#### 議長在任者
- 原田一道 少将：1881年7月6日 - 1886年2月5日
- （心得）大築尚志 砲兵大佐：1886年2月5日 - 12月23日
- 大築尚志 少将：1886年12月23日 - 1887年6月4日
- 江間孚通 砲兵大佐：1888年5月21日 - 1889年11月22日
- （兼）黒田久孝 砲兵大佐：1889年12月30日 - 1890年10月1日
- 竹橋尚文 砲兵大佐：1890年10月15日 -
- （兼）牧野毅 少将：1891年6月8日 -
- 和田由旧 砲兵大佐：1893年12月18日 - 1895年3月26日
- 柴野義広 砲兵大佐：1895年7月19日 - 1896年10月19日
- （兼）中村雄次郎 砲兵大佐：1896年10月29日 - 1898年1月14日
- 桜井重寿 少将：1898年1月26日 - 1900年4月25日
- 有坂成章 少将：1900年4月25日 -

### 工兵会議
陸軍大臣の諮詢を受け、器材、築城、工兵隊編制及び教育、官衙兵営に関して会議研究する機関。1883年1月31日、陸軍省達乙第13号達により設置され、同日付けで「工兵会議条例」（陸軍省達乙第14号達）が制定された。議長には少将が当てられた。当初は砲兵会議と同様に、工兵教育のための操典、教範などの編纂に係わる必要から、1887年5月、監軍部に属することになったが、1891年6月に再び陸軍大臣に属することとなる。

#### 議長在任者
- 今井兼利 少将：1883年2月1日 - 1885年5月21日
- 品川氏章 少将：1885年5月21日 - 1886年3月16日
- （心得）別役成義 大佐：1886年3月20日 - 1887年6月3日
- 勝田四方蔵 工兵大佐：1888年5月21日 - 1890年8月25日
- 堀場精一郎 工兵大佐：1890年8月25日 -
- （兼）矢吹秀一 工兵大佐：1891年6月9日 -
- 古川宣誉 工兵大佐：1893年12月18日 - 1894年10月9日
- 古川宣誉 少将：不詳 - 1901年5月22日
- 児玉徳太郎 少将：1901年6月26日 - 1903年5月1日

### 技術審査部
砲兵会議と工兵会議に分かれて陸軍の兵器について担当することは統一性が欠けるとの意見が強くなり、1903年4月、両会議を合併して陸軍技術審査部が設置された。同年5月1日、技術審査部は東京市小石川区小石川町1番地東京砲兵工廠構内で事務を開始した。

#### 歴代部長
- 有坂成章 少将：1903年5月1日 - 1911年6月15日
- 楠瀬幸彦 少将：1911年6月15日 - 1913年6月24日
- 島川文八郎 少将：1913年7月3日 - 1919年4月15日

## 技術本部
「陸軍技術本部令」（大正8年4月14日勅令第106号）により、1919年4月15日、技術本部は技術審査部を改組して東京市小石川区小石川町に設置され、陸軍科学研究所を管下に置いた。同時に、陸軍大臣へ陸軍技術の重要事項を審議し諮問する陸軍技術会議が設置された。1941年6月、組織の改編が行われ、第1部から第6部と陸軍科学研究所の見直しにより、第1から第9の技術研究所が設置され、技術本部長の管轄となった。1942年10月、陸軍兵器行政本部の設置に伴い廃止となった。

## 組織の変遷
（当初）
- 本部
  - 総務部
  - 第1部（他部所掌外の兵器）
  - 第2部（他部所掌外の器材）
  - 第3部（光学・音響兵器）
- 陸軍科学研究所（基礎科学研究）

（1938年8月）
- 本部
  - 総務部
  - 第1部（他部所掌外の兵器）
  - 第2部（他部所掌外の器材）
  - 第3部（光学・音響兵器）
  - 第4部（通信・電波兵器）
- 陸軍科学研究所（基礎科学研究）

（1940年8月）
- 本部
  - 総務部
  - 第1部（他部所掌外の兵器）
  - 第2部（他部所掌外の器材）
  - 第3部（光学・音響兵器）
  - 第4部（通信・電波兵器）
  - 第5部（戦車・自動車）
  - 第6部
- 陸軍科学研究所（基礎科学研究）

（1941年6月）
- 本部
  - 総務部
  - 第1部
  - 第2部
  - 第3部
- 技術研究所
  - 第1（鉄砲）
  - 第2（情報、気球、測量）
  - 第3（工兵器材）
  - 第4（車両）
  - 第5（通信器材）
  - 第6（化学兵器）
  - 第7（物理兵器）
  - 第8（爆薬）
  - 第9（秘密兵器）

## 歴代技術本部長
- 島川文八郎 中将：1919年4月15日 -
- 村岡恒利 中将：1919年11月25日 - 1920年8月10日[4]
- 宮田太郎 中将：1920年8月10日 -
- 筑紫熊七 中将：1921年5月5日 - 1922年8月15日[5]
- 田中弘太郎 中将：1922年8月15日 -
- 鈴木孝雄 中将：1924年8月20日 -
- 吉田豊彦 中将：1928年3月8日 -
- 緒方勝一 大将：1931年8月1日 -
- 岸本綾夫 中将：1934年8月1日 -
- 久村種樹 中将：1936年8月1日 -
- 多田礼吉 中将：1939年3月9日 -
- 岡部直三郎 中将：1940年12月2日 - 1942年10月15日